# 菲臘街
菲臘街（英語：Phillip Street），又譯非立街，是澳洲新南威爾斯州雪梨商業中心區的一條街道，南始京街，北迄環形碼頭。街道現分為南北兩段，由奇夫利大廈隔開。其他相交街道有馬田廣場、必列治街及邊街（Bent Street）。該街道是該市法律精英的聚集地。

## 歷史

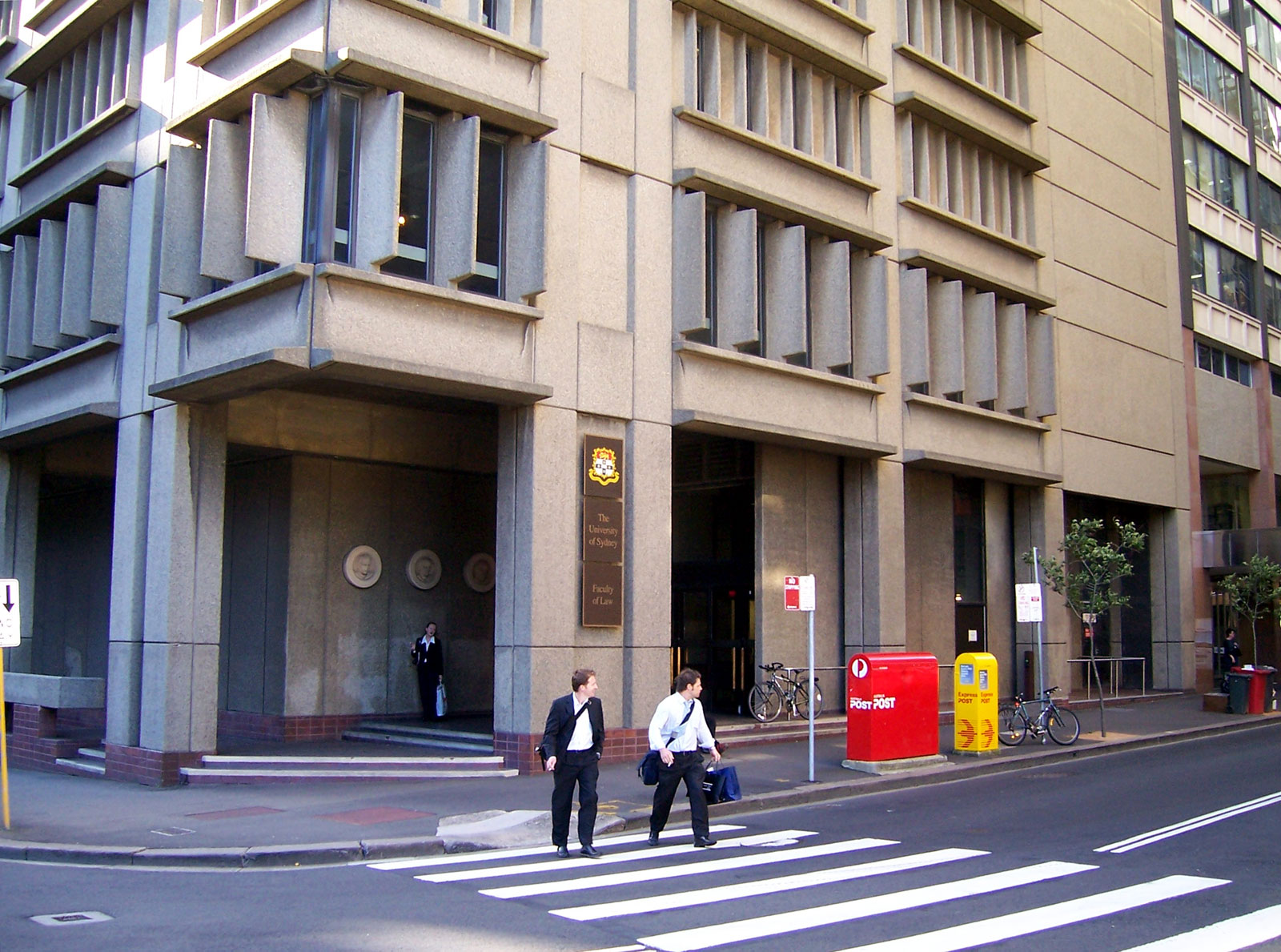
雪梨法學院

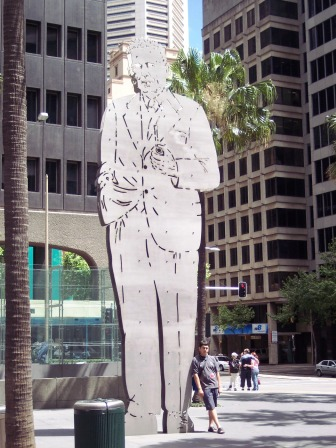
奇夫利廣場

菲臘街最初從奚拍園向北延伸至邊街原總督府處。1846年總督府遷至現址並拆除舊府邸後，街道向北拓長至環形碼頭。據推測，街道是以紐修威省首任總督亞打·菲臘命名。
1860年代，邊街與痕打街之間的菲臘街路段獲調整，使菲臘街北段不再與菲臘街南段相接，改與伊利沙伯街連接。該路口現為奇夫利廣場。

## 概述
菲臘街南段從南端盡頭京街的皇后廣場延伸至奇夫利廣場，位於痕打街、菲臘街及伊利沙伯街匯流處。在奇夫利廣場，伊利沙伯街向右轉向為菲臘街北段，與南段南北向對齊。街道南北兩段皆為雙程行車。
沿街有許多辦公樓宇。街上有新威爾斯州最高法院、澳洲聯邦法院、澳洲高等法院及雪梨法學院聖占士校區。
沿街有許多咖啡茶座及食肆。鄰近火車站有聖占士站、馬田廣場站及環形碼頭站。

## 外部連結
- . Dictionary of Sydney. 2008  [26 September 2015]. （原始内容存档于2023-10-03）. [CC-By-SA]